# Notidobia nekibe
Notidobia nekibe är en nattsländeart som beskrevs av Klapalek 1903. Notidobia nekibe ingår i släktet Notidobia och familjen krumrörsnattsländor. Inga underarter finns listade i Catalogue of Life.